# Бегущий в лабиринте (фильм)
Бегущий в лабиринте (англ. The Maze Runner) — фильм в жанре молодёжной антиутопии, основанный на одноимённой книге Джеймса Дэшнера. В главных ролях задействованы Дилан О’Брайен, Томас Броди-Сангстер и Кая Скоделарио. Концептуальный дизайн фильма создал Кен Бартелми. Дата выхода фильма в России — 18 сентября 2014 года.
Экранизация второй книги серии «Испытание огнём» вышла в сентябре 2015 года.

## Сюжет
История подростка Томаса, попавшего на странном лифте в Глэйд — квадратное пространство, окружённое стенами Лабиринта. В Глэйде вместе с ним заперты около 60 других подростков, называющих себя глэйдерами. Ими руководит Алби, который первым оказался в этом загадочном месте. Юноши потеряли память. Всё, что они помнят о себе, это имена. Глэйдеры около трёх лет пытаются найти выход из Лабиринта, но не могут этого сделать, поскольку его конструкция меняется ежедневно. Вдобавок, в Лабиринте обитают жуткие чудовища гриверы, выползающие по ночам и убивающие всякого, кто не успел вернуться из Лабиринта в Глэйд до закрытия Дверей.
Томасу снятся странные сны, в которых женские голоса говорят «П. О. Р. О. К. — это хорошо» (в книге, организация созданная для борьбы с эпидемией, называется англ. World In Catastrophe: Killzone Experiment Department, W.I.C.K.E.D., что расшифровывается как «порочный, грешный». Аббревиатуру можно примерно перевести как «Департамент эксперимента по изучению зоны убийства (Killzone): мир Катастрофы». В сценарии фильма она была сокращена до пяти букв W.I.C.K.D., а затем и до четырёх — W.C.K.D.). Он также видит девушку, которая говорит ему, что скоро всё изменится.
Во время сбора удобрений в лесу Глэйда на Томаса нападает Бен, бегун, которого ужалил гривер в Лабиринте (вопреки обыкновению, днём). После укуса гривера заражение распространяется по телу человека, и тот умирает. В связи с этим ужаленных изгоняют за пределы Глэйда в момент закрытия ворот, так происходит и с Беном. На следующее утро Алби и глава бегунов Минхо идут в Лабиринт, чтобы найти следы Бена, но Алби также жалит гривер, и Минхо не успевает дотащить его в Глэйд. Томас нарушает правила, запрещающие не бегунам заходить в Лабиринт, успевает войти туда и помочь им. Вместе они проводят ночь, скрываясь от гривера, который оказывается биомеханоидом, и Томас убивает его, заманив в ловушку меж сдвигающихся стен Лабиринта.
Лифт, ранее привозивший нового подростка и припасы раз в месяц, прибыл вне расписания и без провизии, доставив девушку Терезу. В её руке была записка «Она последняя из всех». Очнувшись на несколько секунд, Тереза узнаёт Томаса.
Утром того же дня Томас, Минхо и трое других бегунов отправляются в Лабиринт к трупу гривера и добывают из его останков некий электронный прибор с надписью W.C.K.D. — той же самой, что на доставляемых припасах. Лидер ребят Ньют (заместитель Алби) официально назначает Томаса бегуном. В хижине бегунов Минхо показывает Томасу модель Лабиринта и говорит, что он лично пробежал его весь, но выхода так и не нашёл. Минхо также говорит, что секции Лабиринта пронумерованы и открываются в одной и той же последовательности. Он также обращает внимание, что на приборе, вытащенном из гривера, стоит цифра семь, и как раз в эту ночь была открыта седьмая секция.
Томас общается с очнувшейся Терезой, которая оказывается девушкой из его снов. У Терезы те же воспоминания, что и у Томаса. Тереза также даёт герою две ампулы с гравировкой W.C.K.D., в которых находится некая вакцина. Одну из ампул Тереза вкалывает Алби, и лекарство помогает избавиться от заражения, которое распространялось в Алби из-за раны, нанесенной гривером.
Утром следующего дня Минхо и Томас отправляются в седьмой сектор лабиринта, когда прибор, который бегуны вытащили из пораженного ими ранее гривера, начинает издавать звуки. Следуя сигналу, бегуны находят возможный выход. Однако, некое лазерное устройство сканирует Минхо и Томаса, после чего найденный подростками вход (через который гриверы попадают в Лабиринт) закрывается, а Лабиринт начинает меняться. Подросткам удаётся выбраться из Лабиринта, и они рассказывают о своей находке другим.
Вечером Алби приходит в себя. Он говорит, что «они» не дадут никому выбраться из Глэйда, а также вспоминает Томаса, который был «их» любимчиком. Тем временем в Глэйде начинается паника, поскольку ворота Лабиринта, через которые пришли Минхо и Томас, не закрылись на ночь. Более того, вечером открываются трое других ворот лабиринта. Через них в Глэйд проникают гриверы, которые убивают многих подростков, включая Алби. При этом глэйдерам удаётся завладеть жалом гривера.
Чтобы обрести воспоминания, Томас колет себе яд из отрубленного жала гривера. Тереза вводит ему вакцину, и он обретает часть воспоминаний о себе, Терезе и других подростках и организации П. О. Р. О. К., создавшей Лабиринт для проведения испытаний. Он рассказывает группе глэйдеров о том, что над ними с детства ставили опыты, а он был одним из тех, кто отправлял подростков в Лабиринт и наблюдал за их жизнью. Он также говорит, что Тереза тоже была на стороне исследователей.
В Глэйде власть перешла к Галли, который с первых дней недолюбливал Томаса и сумел убедить всех, что неприятности связаны с его появлением. Галли предлагает принести Томаса и Терезу в жертву гриверам, считая, что сможет восстановить тем самым прежний порядок вещей. Друзья освобождают Томаса, и тот предлагает идти в Лабиринт, чтобы найти выход. Галли с частью глэйдеров остаются.
Томас со своей группой сражается с гриверами и разгадывает код к двери, который оказывается последовательностью активации секторов Лабиринта. Выбравшись из Лабиринта, они обнаруживают лабораторию с телами учёных и видеопослание от Авы Пейдж, руководителя специальных проектов компании П. О. Р. О. К. В этом видео Ава Пейдж рассказывает, что планета была уничтожена увеличившейся солнечной активностью, за которой последовала ужасная эпидемия вируса под названием «Вспышка», поражающего мозг. Юношей поместили в Глэйд в рамках экспериментов по поиску лекарства от вируса. Пейдж говорит, что агрессивная среда была нужна для того, чтобы понять, как функционирует мозг и что делает подростков особенными. В конце видеоролика видно, как в лабораторию врываются вооружённые люди. Пейдж намекает, что не все люди разделяли принципы компании П. О. Р. О. К., а затем стреляет в себя из револьвера.
После окончания ролика в лаборатории открываются двери наружу. Когда подростки собираются уйти, они видят Галли, «ужаленного» гривером, с пистолетом в руке. Он говорит, что их место в Лабиринте, и собирается убить Томаса, но Минхо кидает копьё и попадает в Галли. Галли всё же успевает выстрелить в Томаса, но Чак прикрывает его своей грудью и умирает. Когда Томас оплакивает застреленного друга, из коридора выбегают вооружённые люди в масках, которые уводят подростков из лаборатории. Из окна вертолёта они видят Лабиринт, который находится посреди пустыни.
Позже зритель видит, что атака на лабораторию была инсценирована, Пейдж на самом деле жива. Сидящим за столом людям она объявляет, что испытания в Лабиринте прошли успешно, и теперь начинается вторая фаза. На самом деле, выживших ребят везут на дальнейшие испытания.

## В ролях
- Дилан О’Брайен — Томас[9]
- Томас Броди-Сангстер — Ньют[10]
- Кая Скоделарио — Тереза[11]
- Уилл Поултер — Галли
- Ли Ки Хон — Минхо
- Блэйк Купер — Чак[12]
- Эмел Амин — Алби[13]
- Александр Флорес — Уинстон
- Джейкоб Латимор — Джеф[14]
- Крис Шеффилд — Бен
- Рэндалл Каннингем — Клинт
- Джо Адлер[англ.] — Зарт
- Патриша Кларксон — Ава Пэйдж[15]
- Декстер Дарден — Фрайпэн («Сковородка»), повар

## Место съёмок
Фильм снимался вблизи города Батон-Руж, США с 13 мая 2013 года по 12 июля 2013 года.

## Восприятие
До его выпуска в США и Канаде, кассовые аналитики предсказали, что фильм будет успешным за счёт эффективного маркетинга, сарафанного маркетинга и точной даты выхода фильма. По предварительным расчётам фильм должен был собрать в кассе около 30-32 млн долларов в Северной Америке. 
Согласно сайту Fandango Media, занимающемуся продажей билетов, более 50 % ранних продаж билетов приходится на долю фильма «Бегущий в лабиринте». 19 сентября 2014 года фильм был выпущен в США и Канаде с 3,604 мест и более 350 кинотеатров IMAX. Он заработал 1,1 млн долларов в премьерный вечер и 11,25 млн долларов в день официального выхода.Кассовые сборы в первый уикенд составил 32,5 млн долларов, 9 % из которых приходилось на театры IMAX. Фильм занял седьмое место среди картин, вышедших в сентябре, и 18-е место среди экранизаций книг для молодых взрослых. Фильм собрал в общем 102 272 088 долларов в североамериканских кинотеатрах, став 30-м фильмом по величине кассовых сборов в 2014 году в США и Канаде.
За пределами Северной Америки фильм дебютировал в пяти странах за неделю до его выпуска в Северной Америке и собрал в общем 8,3 млн долларов. Высокие показатели были засвидетельствованы также в России и СНГ (5,75 млн долларов), Франции (5,2 млн долларов), Австралии (3,4 млн долларов), Мексике (2,6 млн долларов), Тайвани (2,2 млн долларов) и Бразилии (2 млн долларов).
Для Fox Бегущий в лабирините стал третьим фильмом, занявшим строчку среди наиболее кассовых фильмов в Малайзии (после Аватара и Люди Икс: Дни минувшего будущего).
В Северной Америке кассовые сборы фильма составили 102 427 862 долларов. В мировом прокате кинокартина собрала 245,8 млн долларов. В общей сложности фильм собрал 348,3 млн долларов.

## Отзывы
Фильм получил смешанные отзывы. На сайте Rotten Tomatoes фильм имеет рейтинг 65% на основе 174 рецензий со средним рейтингом 5,9 из 10. На сайте Кинопоиск рейтинг фильма составляет 6,8 из 10 на основе 334 111 оценок.